# Świecie Kołobrzeskie
Świecie Kołobrzeskie (deutsch Schwedt) ist ein Dorf in der polnischen Woiwodschaft Westpommern. Es gehört zu der Gmina Siemyśl (Landgemeinde Simötzel) im Powiat Kołobrzeski (Kolberger Kreis).

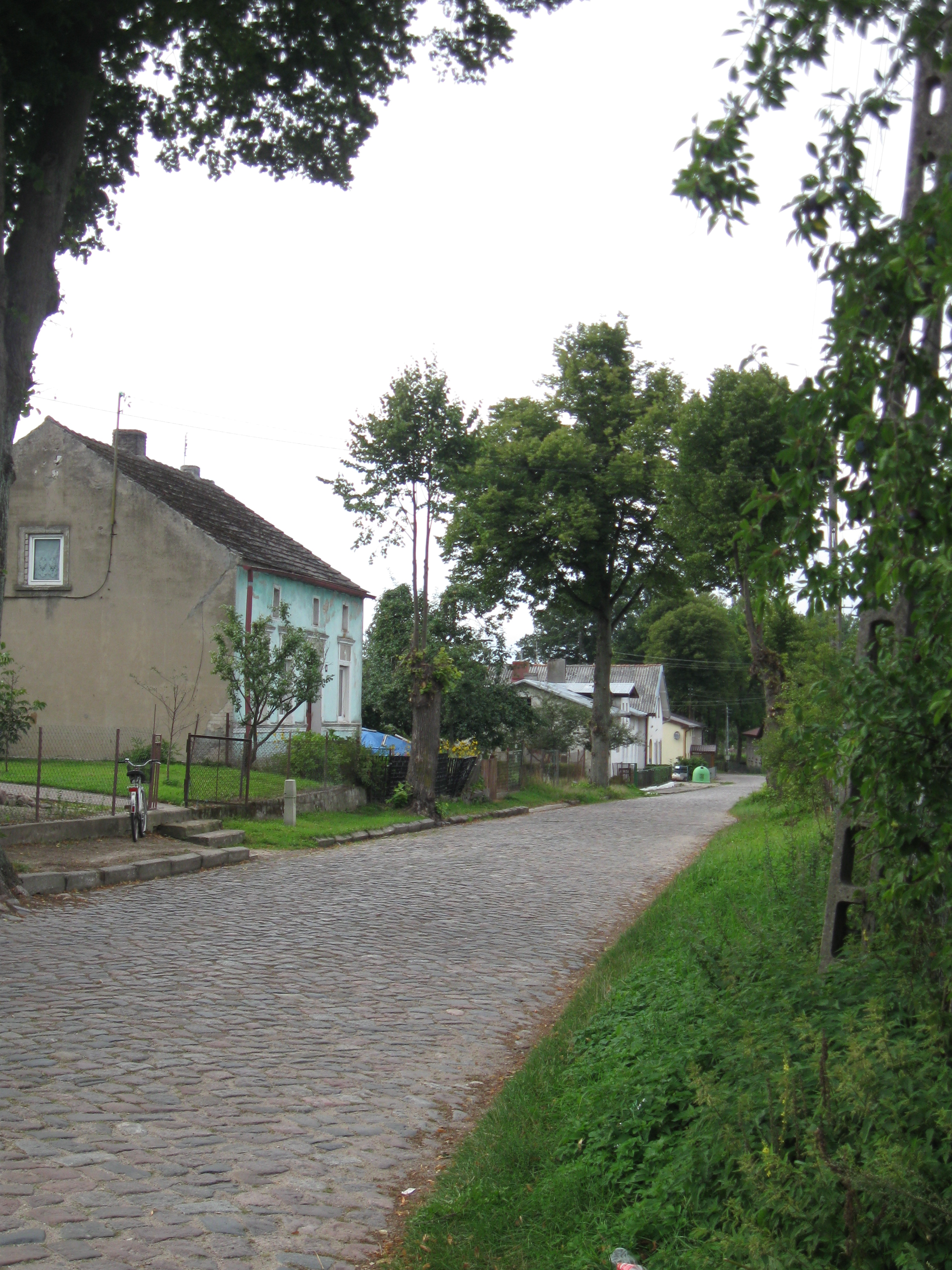
Ortsbild (Aufnahme von 2013)

## Geographische Lage
Das Dorf liegt in Hinterpommern, etwa 90 Kilometer nordöstlich von Stettin und etwa 17 Kilometer südlich von Kolberg (Kołobrzeg). Die nächsten Nachbarorte sind im Nordosten Morowo (Mohrow), im Osten Siemyśl (Simötzel) und Białokury (Baldekow) und im Südwesten Petrykozy (Althof). Westlich des Dorfes liegt die Hofwüstung Ludwigshöh.
Bei dem Dorf mündet der Rottbach in den Kreiherbach (Dębosznica).

## Geschichte

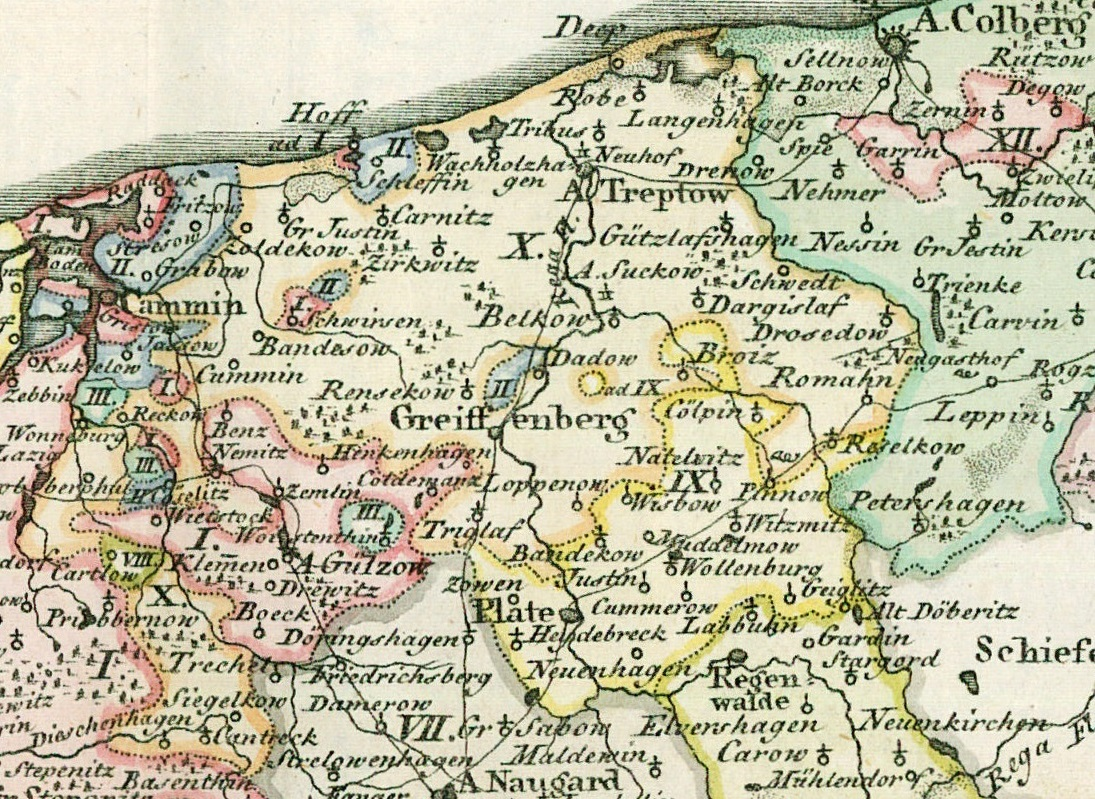
Schwedt südöstlich von Treptow a. d. Rega und nordöstlich von Greifenberg i. Pom. auf einer Landkarte des 18. Jahrhunderts

Im  19. Jahrhundert wurde der Ortsname Schwet benutzt, früher auch Zwete.
Das Dorf wurde im Mittelalter im Herzogtum Pommern in der Form eines Angerdorfes angelegt. Es wird erstmals, unter dem Namen Szwetie, in einer Urkunde aus dem Jahre 1224 als eines der Dörfer genannt, welche die pommersche Herzogin Anastasia, Witwe Bogislaws I., dem Kloster Belbuck zur Gründung eines Nonnenklosters in Treptow an der Rega, des späteren Klosters Marienbusch, überwies. Im Jahre 1227 ist es unter dem Namen „Zwete“ in einer Urkunde aufgeführt, mit der Herzog Wartislaw III. und seine Mutter Ingardis das Kloster Marienbusch und seinen Besitz bestätigen, ebenso in einer Urkunde Herzog Wartislaws III. von 1240.
Im Jahre 1467 wurde Schwedt zusammen mit weiteren Ortschaften der Region Teil eines Tauschhandels zwischen dem Abt des Klosters Belbuck, Nikolaus von Winterfeld, und dem pommerschen Großgrundbesitzer Jost Wacholtz. Die alte   Familie Wacholtz blieb die folgenden Jahrhunderte im Besitz von Schwedt.
Auf der Großen Lubinschen Karte des Herzogtums Pommern von 1618 ist das Dorf als „Swedt“ eingetragen. Im 18. Jahrhundert war der Besitz von Schwedt zeitweise in drei Anteile geteilt.
In Ludwig Wilhelm Brüggemanns Ausführlicher Beschreibung des Königlich Preußischen Herzogtums Vor- und Hinterpommern (1784) ist Schwedt unter den adeligen Gütern des Greiffenbergschen Kreises aufgeführt. In Schwedt gab es vor 1784  ein Vorwerk im  Dorf mit einer Schäferei, den auf der Feldmark gelegenen Rittersitz Münchgrund (Mönchgrund) mit einer Schäferei, eine Wassermühle, zehn Bauernstellen, eine Halbbauernstelle, einen Kossäten, insgesamt 27 Haushaltungen („Feuerstellen“).
Das Rittergut Schwedt mit Althof befand sich um 1857 im Besitz von Ludwig von Wacholtz. Es wurde nach 1870 aus der Familie Wacholtz verkauft. Der neue Besitzer ließ das Gut im Jahre 1887 aufteilen. So entstanden 22 neue Hofstellen. Es verblieb zunächst ein Restgut mit einer Fläche von 127 Hektar, das aber später in 11 weitere Hofstellen aufgeteilt wurde.
Zu Beginn des 20. Jahrhunderts wurde etwa ein Kilometer westlich von Schwedt ein Einzelhof angelegt, der den Namen Ludwigshöh erhielt (heute wüst).
Schwedt wurde im Jahre 1818 aus dem Kreis Greifenberg in den Kreis Fürstenthum umgegliedert. Bei der Auflösung des Kreises Fürstenthum im Jahre 1871 kam Schwedt zum Kreis Colberg-Cörlin. Im 19. Jahrhundert bestanden der Gutsbezirk Schwedt und die Landgemeinde Schwedt nebeneinander. Der Gutsbezirk umfasste (Stand 1864) eine Fläche von 466 Hektar, die Landgemeinde ein Gemeindegebiet von 248 Hektar. Nach der Aufsiedlung des Rittergutes wurde der Gutsbezirk um 1900 aufgelöst und in die Landgemeinde Schwedt eingegliedert. Etwa gleichzeitig wurde auch das Rittergut im benachbarten Althof aufgesiedelt und der Gutsbezirk Althof mit dem Vorwerk Mönchgrund im Jahre 1901 in die Landgemeinde Schwedt eingegliedert.
Bis 1945 gehörte die Gemeinde Schwedt mit ihren Wohnplätzen Althof, Ludwigshöh und Mönchgrund zum Landkreis Kolberg-Körlin im Regierungsbezirk Köslin der preußischen Provinz Pommern des Deutschen Reichs. Das Dorf war dem Amtsbezirk Gervin zugeordnet.
Gegen Ende des Zweiten Weltkriegs wurde Schwedt 1945 durch die Rote Armee besetzt. Nach Kriegsende wurde das Dorf, wie alle Gebiete Hinterpommerns, seitens der sowjetischen Besatzungsmacht der Volksrepublik Polen zur Verwaltung unterstellt. Die Dorfbewohner wurden 1945 von der polnischen Administration vertrieben. Der Ortsname wurde als „Świecie Kołobrzeskie“ polonisiert. Der Zusatz „Kołobrzeskie“ dient zur Unterscheidung vom polnischen Namen der Stadt Świecie (Schwetz an der Weichsel).

### Demographie
| Jahr | Einwohner | Anmerkungen                                                                             |
| ---- | --------- | --------------------------------------------------------------------------------------- |
| 1816 | 136       | [ 9 ]                                                                                   |
| 1822 | 136       | [ 2 ]                                                                                   |
| 1861 | 329       | in 32 Wohngebäuden einschließlich der Schule und des Gutshauses, 55 Haushaltungen       |
| 1864 | 337       | [ 9 ]                                                                                   |
| 1867 | 339       | am 3. Dezember, davon 251 im Dorf und 88 auf dem Rittergut                              |
| 1871 | 298       | am 1. Dezember, davon 200 im Dorf und 98 auf dem Rittergut, ausschließlich Evangelische |
| 1905 | 557       | [ 9 ]                                                                                   |
| 1910 | 513       | am 1. Dezember                                                                          |
| 1925 | 490       | [ 14 ]                                                                                  |
| 1933 | 583       | [ 8 ]                                                                                   |
| 1939 | 465       | nach anderen Angaben 466 Einwohner                                                      |

### Kirchspiel
Die evangelische Bevölkerung von Schwedt besuchte bis 1946 die Kirche im Nachbarort Gervin, die zur Treptower Synode gehörte.